# Heosemys
Heosemys är ett släkte av sköldpaddor. Heosemys ingår i familjen Geoemydidae.
Arter enligt Catalogue of Life och Reptile Database:
- Gulhuvad tempelsköldpadda
- Heosemys depressa
- Heosemys grandis
- Taggig kärrsköldpadda